# Claudia Fragapane
Claudia Fragapane (Bristol, Reino Unido, 24 de octubre de 1997) es una gimnasta artística británica. En el Campeonato Mundial de Glasgow 2015 consiguió la medalla de bronce en la competición por equipos —Reino Unido quedó la tercera, por detrás de EE. UU. (oro) y China (plata)—, y en el Campeonato Mundial de Montreal 2017 ganó la medalla de bronce en el ejercicio de suelo.
Además, Claudia ha participado en varios campeonatos europeos: Sofía 2014 donde consiguió la medalla de plata en la competición por equipos —quedando solo por detrás de Rumania—; Montpellier 2015 donde ganó la plata en el ejercicio de suelo —el oro lo ganó la rusa Kseniya Afanásieva—; y Berna 2016 donde volvió a ayudar a su equipo a ganar la medalla de plata —en esta ocasión el oro lo ganaron las rusas—.